# Kmentophylus
Kmentophylus is een geslacht van wantsen uit de familie van de Miridae (Blindwantsen). Het geslacht werd voor het eerst wetenschappelijk beschreven door Duwal in Yasunaga & Lee.

## Soorten
Het genus bevat de volgende soort:

- Kmentophylus albopilosus (Duwal, Yasunaga & Lee, 2010)